# Größenausschluss-Chromatographie

Trennung in der GPC-Säule

Die Größenausschluss-Chromatographie (auch Gel-Permeations-Chromatographie, GPC) ist eine Art der Flüssigchromatographie, bei der Moleküle gelöster Stoffe aufgrund ihrer Größe (genauer: ihres hydrodynamischen Volumens) getrennt werden können. Andere Bezeichnungen sind Size Exclusion Chromatography (SEC) und, physikalisch gesehen falsch, auch Gelfiltrations-Chromatographie (GFC) oder Molekularsieb-Chromatographie.

## Prinzip

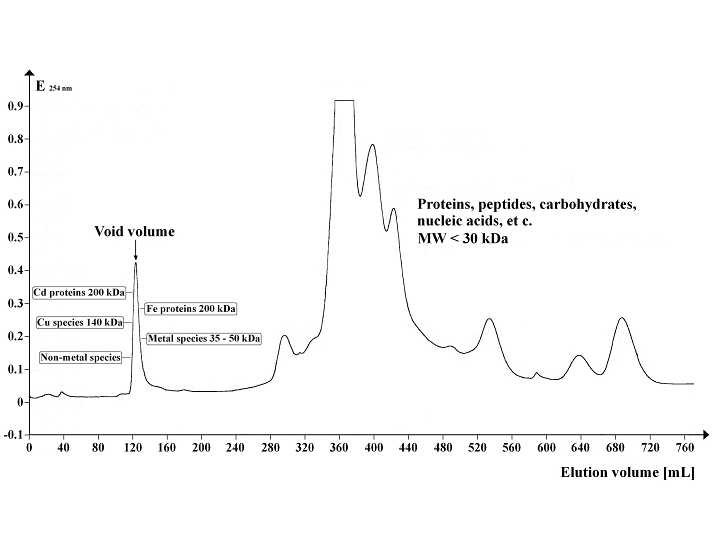
Elutionsprofil einer Sephadex-G-50-Säule

Der Trennungseffekt beruht nicht auf einem Filtrationprozess, sondern auf unterschiedlichen verfügbaren Diffusionsvolumina für unterschiedlich große Moleküle. Die porösen Polymere der stationären Phase erlauben kleineren Molekülen einzudringen, wodurch sich das ihnen zur Verfügung stehende Diffusionsvolumen deutlich vergrößert und sich somit die Retentionszeit verlängert. Kleine Moleküle werden demnach stärker zurückgehalten als große, denen nur Zwischenräume zwischen dem Polymergranulat zugänglich sind. Die größeren Moleküle fließen daher schneller durch die Chromatographiesäule. Daher sind große Moleküle in den früheren Fraktionen des Eluats, während kleinere Moleküle später eluieren. Eluiert wird nun eine Probe mit Molekülen verschiedener Größe. Jeweils sehr große und sehr kleine Moleküle können nicht getrennt werden. Alle Moleküle, die nicht in die Poren passen, eluieren ganz am Anfang, und Moleküle, die sehr gut in alle Poren passen, ganz am Ende. Die Methode ist dadurch ein vergleichsweise schnelles Verfahren zur Isolierung von größeren Molekülen.

### Stationäre Phase
Als stationäre Phase verwendet man in der Regel poröse Polymere in Pulverform. Die Trennungseigenschaften quervernetzten Dextrans wurden 1957 von Jerker Porath entdeckt. Die Trennsäulen sind mit pulverförmigen Partikeln eines hydrophilen, porösen und quervernetzten Materials gefüllt, z. B. ein mit Epichlorhydrin quervernetztes Dextran (Sephadex), eine unvernetzte oder mit 2,3-Dibrompropanol quervernetzte Agarose (Sepharose bzw. Sepharose CL), ein Dextran-Methylenbisacrylamid-Copolymer (Sephacryl), ein Methacrylat-Ethylenglykol-Copolymer (Toyopearl) oder Kieselgel und andere Silikate. Der Durchmesser der Partikel liegt im Bereich von circa 3–35 µm. Die Partikel dieses undurchsichtigen Gels besitzen eine hochporöse Oberfläche und je nach zu trennenden Molekülgrößen variierende Porengrößen von ca. 60–2000 Å; (6–200 nm).
Zur Trennung von Molekülen mit einer Molmasse zwischen 5 und 150 kDa werden mittlere Porengrößen um 12,5 nm verwendet, während bei Molekülen zwischen 10 und 500 kDa Porengrößen um 25 nm und bei Molekülen zwischen 20 und 10.000 kDa Porengrößen von 45 nm eingesetzt werden.

## Trennsäulen

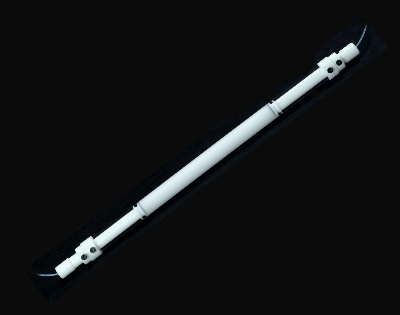
GPC Säule

Generell unterscheidet man zwei Typen von Säulen: die sogenannten Single-Porosity-Säulen und die Linear-Säulen, welche auch Mixed-Bed-Säulen genannt werden. Die Single-Porosity-Säulen haben Poren mit einer sehr geringen Porengrößenverteilung. Sie trennen sehr gut in einem bestimmten Größenbereich. Um eine Trennung über einen größeren Molmassenbereich zu erzielen, werden hier häufig drei bis vier Trennsäulen mit verschiedenen Porengrößen hintereinander geschaltet. In den Mixed-Bed-Säulen wurde das Säulenmaterial bereits vom Hersteller so abgemischt, dass von sehr kleinen bis großen Poren alle Porengrößen vertreten sind. Diese Säulen trennen über einen großen Molmassenbereich und sehr linear mit dem hydrodynamischen Volumen. Die Trennleistung einer Mixed-Bed-Säule ist daher begrenzt, so dass auch hier für eine gute Auftrennung zwei bis drei Trennsäulen in Serie kombiniert werden. Heutzutage dominieren die Mixed-Bed-Säulen. Die Single-Porosity-Säulen haben aber durchaus ihre Berechtigung für spezielle Anwendungen.

## Aufbau eines GPC-Automaten

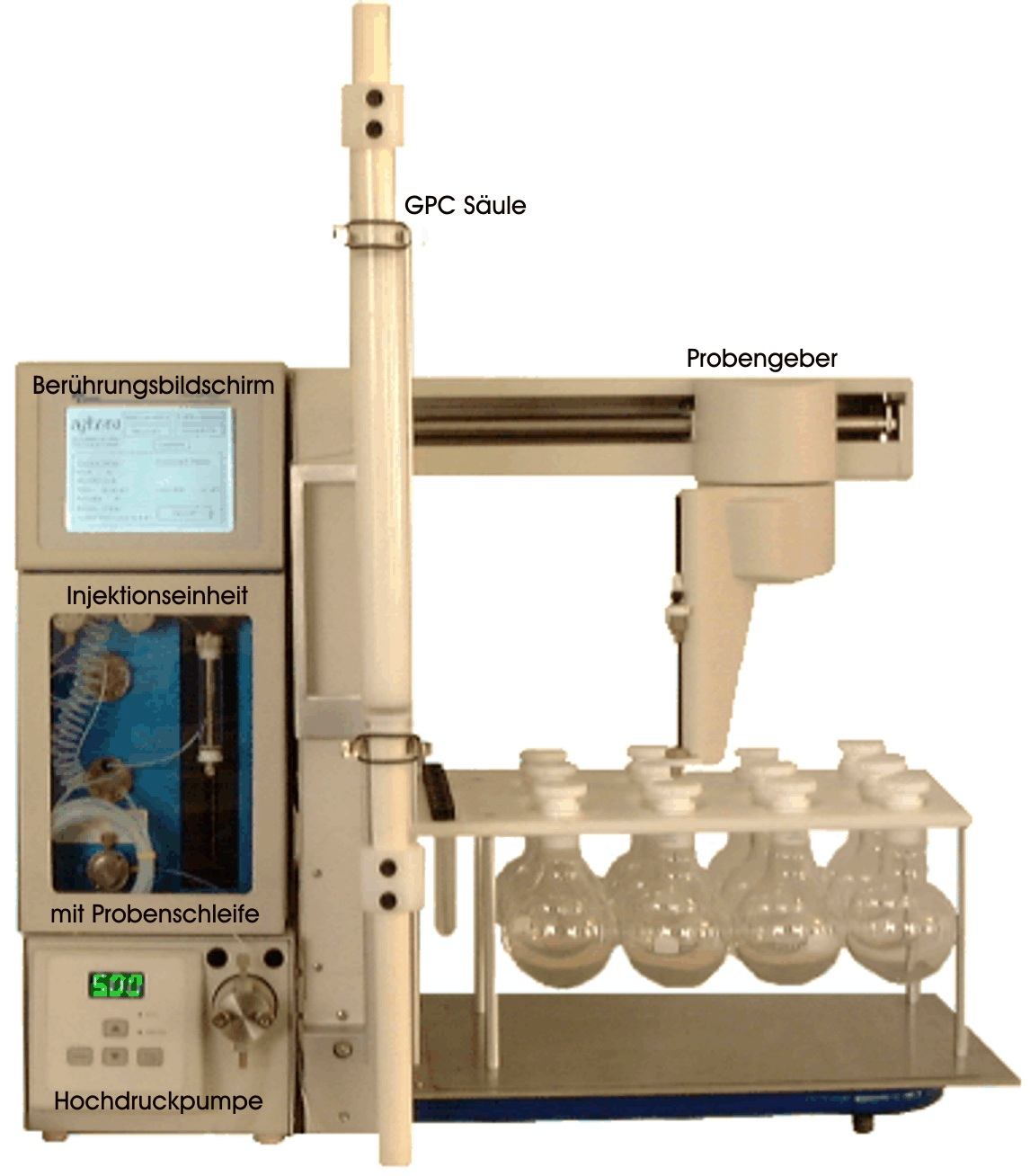
Aufbau eines GPC-Automaten

Die wesentlichen Bestandteile eines automatisierten GPC-Systems sind Pumpe, Injektionssystem, Trennsäulen und verschiedene Detektoren. Die Pumpe saugt das Laufmittel an und erzeugt einen konstanten Fluss durch das gesamte System. Häufig wird das Laufmittel durch einen Durchlaufentgaser (Inline-Degasser) gesaugt, der gelöste Gase entfernt. Nach der Pumpe steht das Injektionssystem für den Probenauftrag, entweder manuell oder ein Autosampler. In der darauf folgenden Trennsäule wird die Probe anhand ihres hydrodynamischen Radius aufgetrennt. Die verschiedenen Detektoren liefern dann je nach Art bestimmte Aussagen. Letztendlich landet der gesamte Fluss (inklusive Probe) in einem Abfallgefäß. Der Fluss (das Eluat) kann aber auch in einzelne Gefäße aufgefangen werden, man spricht dann von Fraktionierung (präparative GPC).

## Detektoren
Die verschiedenen Detektionsvarianten (Brechungsindex, Licht im UV/VIS-Bereich, Viskosität, Lichtstreuung, elektrische Leitfähigkeit, Radioaktivität …) müssen auf den jeweiligen Polymertyp sorgfältig kalibriert werden. Als Detektoren finden sogenannte Konzentrationsdetektoren wie Brechungsindexdetektoren (RI-Detektor von engl. refractive index) und UV-Detektoren (je nach UV-Aktivität des zu analysierenden Polymers) Verwendung. Bei diesen Detektoren steigt die Peakfläche proportional mit der Konzentration, was eine Quantifizierung einer Substanz ermöglicht. Bei der klassischen GPC wird allein dieser Detektortyp verwendet und die Anlage wird zur Ermittlung der Molekülmassen mit Standardsubstanzen kalibriert.
Unter dem Synonym der molmassensensitiven Detektoren finden weiterhin Viskositätsdetektoren und Lichtstreuungdetektoren Verwendung. Dieser Detektortyp ist nur in Kombination mit Konzentrationsdetektoren verwendbar, weil zur Molmassenberechnung in jedem Fall die Konzentration benötigt wird. Insbesondere die Lichtstreuung kann unabhängig von Polymerstandards die Molekularmassenmittelwerte (Mn, Mw, Mz) und den Gyrationsradius direkt bestimmen. Hierbei unterscheidet man vor allen Dingen Mehrwinkel- (MALS), Kleinwinkel- (LALS) und Rechtwinkel-Lichtstreudetektoren (RALS). Mit dem Viskositätsdetektor können die Parameter K und α der Mark-Houwink-Gleichung, eine universelle Kalibrierung und Aussagen über die Konformation des Polymers gemacht werden.
Zusätzlich finden auch Infrarot-Detektoren und Fluoreszenzdetektoren Anwendung, beschränken sich aber auf spezielle Applikationen.

## Konventionelle Kalibrierung

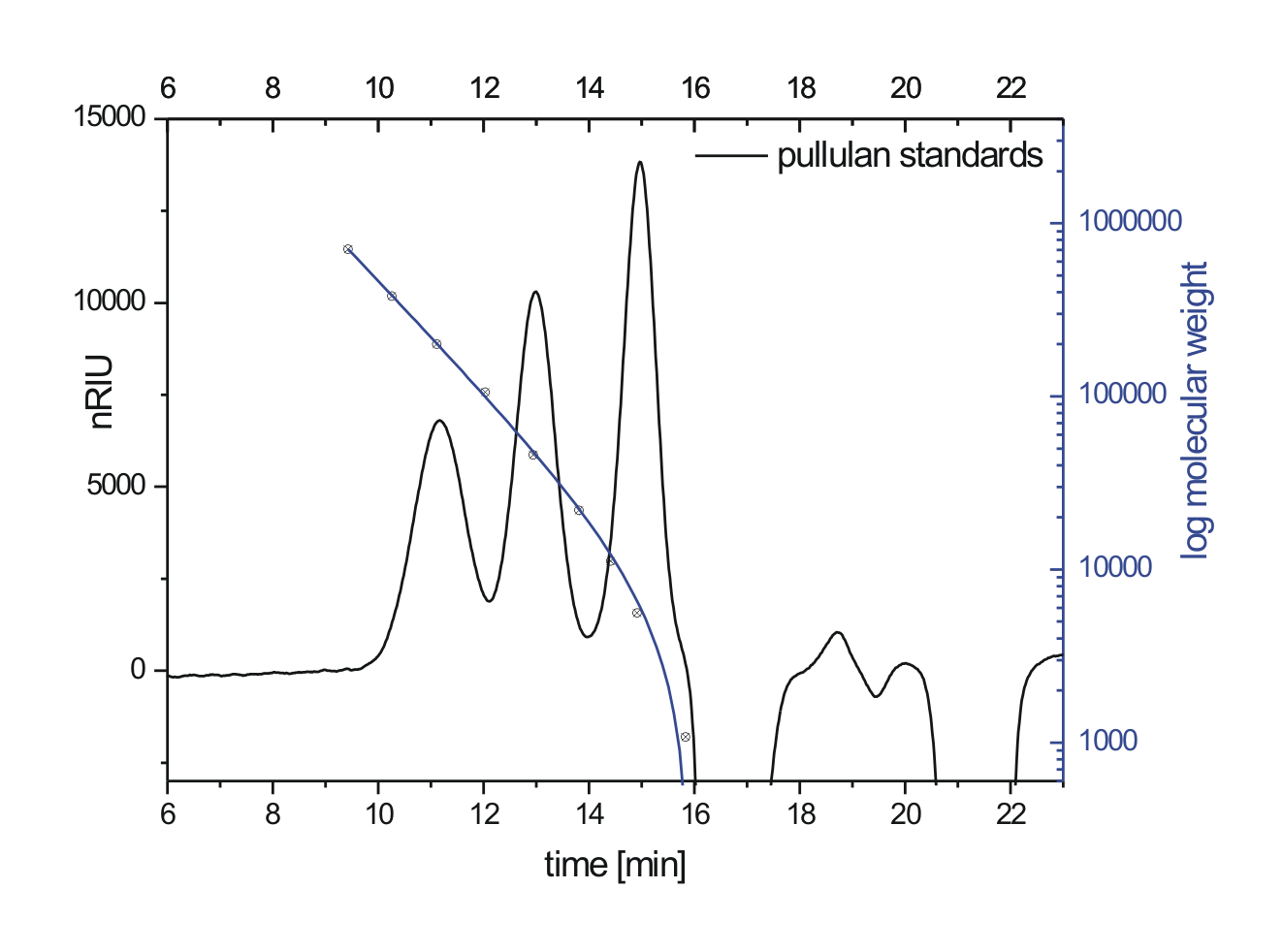
Konventionelle Kalibrierung mit drei Pullulan-Standards unterschiedlicher Größe

Die konventionelle Kalibrierung findet nur beim Einsatz eines Konzentrationsdetektors (RI oder UV) Verwendung. Zur Kalibrierung werden meist mehrere unterschiedlich große Polymerstandards mit niedrigen Polydispersitäten eingesetzt. Aus den angegebenen Molekülmassen der Standards und der nach Analyse erhaltenen Retentionszeit kann man die Kalibrierkurve erstellen. Mit Hilfe der Kalibrierkurve können nun die Molekülmassen unbekannter Proben bestimmt werden. Als Ergebnis erhält man relative Molmassen, bezogen auf die Standardsubstanz. Da nicht für jedes Polymer engverteilte Standards verfügbar sind, kann die Molmassenberechnung bei Verwendung unterschiedlicher Standards problematisch sein. Obwohl man in solchen Fällen möglichst „ähnliche“ Standards verwendet, kann die Molmassenberechnung dramatisch von der realen abweichen. Eine wesentlich sicherere Methode wäre hier der Einsatz einer direkten Methode wie z. B. der Lichtstreuung.

## Universelle Kalibrierung
GPC unter Verwendung eines Konzentrationsdetektors (RI oder UV) in Verbindung mit einem Viskositätsdetektor. Zur Kalibrierung werden Polymerstandards mit niedrigen Polydispersitäten eingesetzt und eine Kalibrierkurve Log (Molmasse × Intrinsische Viskosität) aufgestellt. Da das Produkt von (Molmasse × Intrinsische Viskosität) proportional zum hydrodynamischen Radius ist, lassen sich so die realen bzw. absoluten Molmassen berechnen.

## Lichtstreudetektion
Durch Einsatz eines Lichtstreudetektors entfällt das Aufstellen einer Kalibrierkurve. Ein Lichtstreudetektor misst indirekt die absolute Molekülmasse. Zur Auswertung ist zusätzlich ein Konzentrationsdetektor notwendig. Die von John William Strutt, 3. Baron Rayleigh aufgestellte Gleichung beschreibt den Zusammenhang zwischen der gestreuten Lichtintensität, die durch das sogenannte Rayleigh-Verhältnis R(θ) ausgedrückt wird, der Polymerkonzentration c und der gewichtsgemittelten Molmasse Mw. Dabei ist K eine optische Konstante und A2 der zweite Virialkoeffizient.
{\displaystyle {\frac {Kc}{R(\Theta )}}={\frac {1}{M_{w}P(\Theta )}}+2A_{2}c}

## Molmassenbestimmung

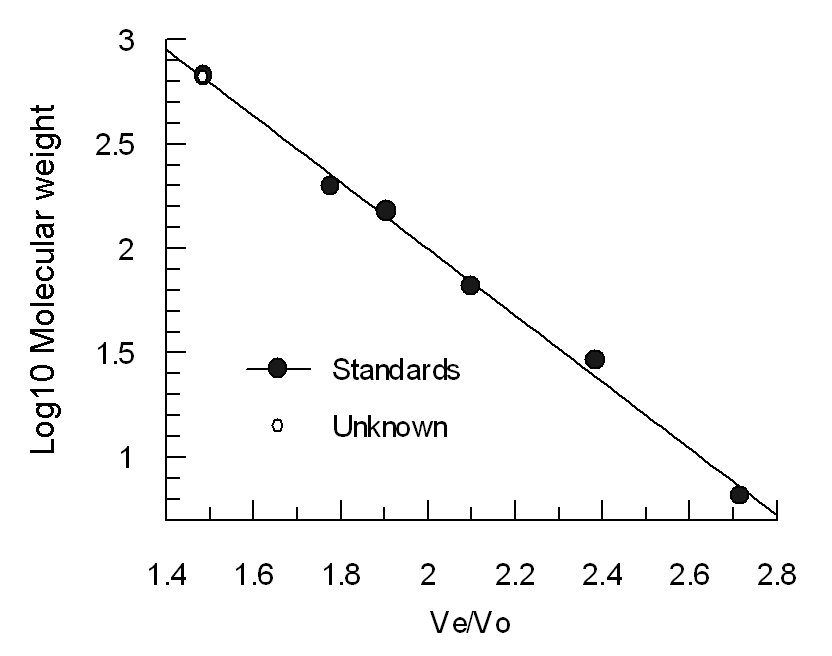
Kalibrierung anhand eines Größenmarkers

Durch Vergleich der Retentionszeit oder des Elutionsvolumens eines Moleküls mit unbekannter Molmasse mit den Retentionszeiten bzw. Elutionsvolumina von Molekülen bekannter Molmasse (Komigrationsstandard) lässt sich durch Vergleich mit dem erzeugten Graphen oder rechnerisch durch eine Regressionsanalyse eine Molmasse bestimmen. Bei Proteinen ist eine Bestimmung der Molmasse nur bei Proteinen ähnlicher Proteinfaltung sinnvoll (d. h. durch Vergleich globulärer untereinander oder fibrillärer Proteine untereinander), da sich die Form der Moleküle auf die Wanderungsgeschwindigkeit auswirkt. Bei Proteinen wird daher die Molmasse eher durch die denaturierende SDS-PAGE oder eine Massenspektrometrie bestimmt.

## Anwendungen
Typische Anwendung ist die Trennung (Polymerfraktionierung) jeglicher Art von Makromolekülen, wie synthetischen Polymeren oder Biopolymeren (z. B. Polysaccharide, DNA, RNA und Proteine). Aus der Elutionskurve wird damit nach geeigneter Kalibrierung die Verteilungskurve der Molmasse erhalten, womit anschließend die verschieden gewichteten mittleren Molmassen (Mn, Mw …) und die Polydispersität der Probe berechnet werden können. Im Bereich der Trennung von Makromolekülen hat sich die Feld-Fluss-Fraktionierung (FFF) als alternative Methode zunehmend etabliert.

## Präzision
Zur Gel-Permeations-Chromatographie von synthetischen Polymeren stehen Ringversuchsdaten zur Verfügung. Organische Phase und klassische Detektoren (RI, UV) vorausgesetzt, beträgt die relative Vergleichstandardabweichung sR,rel des Gewichtsmittels Mw rund 8 bis 10 %. Sie kann durch Anbindung der Messgröße an einen definierten Satz von Referenzsubstanzen erheblich gesenkt werden. Für das Zahlenmittel Mn ergeben sich etwas höhere sR,rel-Werte. Hier ist wichtig, dass genau abgesprochen wird, wie die Grundlinie zu legen ist. sR ist ein guter Schätzwert für die Standardmessunsicherheit u.

## Alternative Methoden
Besonders bei Makromolekülen, Nanopartikeln und Agglomeration treten bei der Gel-Permeations-Chromatographie häufig Probleme in Folge der Wechselwirkung mit der stationären Phase auf. Verstopfung der Säule, Absorption von Agglomeraten und Abbau der Moleküle durch Scherkräfte in der Säule sind häufig beschriebene Probleme. Durch die Trennung im offenen Fluss-Kanal ohne statische Phase werden bei der Feld-Fluss-Fraktionierung (FFF) diese Effekte vermieden.